# William Cook (hockey sur glace)
Pour les articles homonymes, voir Cook.
Temple de la renommée : 1952
William Osser Xavier Cook, surnommé Bill Cook, (né le 9 octobre 1896 à Brantford, dans la province de l'Ontario au Canada – mort le 6 avril 1986 à Kingston, également en Ontario) est un joueur canadien de hockey sur glace qui évoluait au poste d'ailier droit pour les Rangers de New York dans la Ligue nationale de hockey.

## Biographie

### Les débuts
Après avoir commencé le hockey en jouant pour les Frontenacs de Kingston en tant que junior en 1916, il fait une pause dans sa carrière le temps de la Première Guerre mondiale. Il revient avec les Frontenacs après la guerre puis rejoint les Greyhounds de Sault Ste. Marie pour qui il joue entre 1920 et 1922. Il signe alors pour les Crescents de Saskatoon de la Western Canada Hockey League avec lesquels il remporte à deux reprises le titre de meilleur pointeur de la saison, notamment en 1925-26, saison où il inscrit 31 buts en 30 matchs.

### Dans la LNH
Alors que la WCHL met un terme à ses activités à l'issue de cette saison, il est le premier joueur à signer avec les Rangers de New York de la Ligue nationale de hockey. Il rejoint les Rangers le 18 octobre 1926 dans la nouvelle franchise de la LNH. Il devient alors le premier capitaine de l'histoire de la franchise et le premier buteur de l'histoire de la franchise lors d'une victoire 1-0 contre les Maroons de Montréal le 16 novembre 1926.
Il reste le capitaine de l'équipe de son premier match en novembre 1926 jusqu'à son départ de la franchise en 1937 où il forme la Bread Line avec son frère Bun et Frank Boucher. Cette ligne marque tous les buts des Rangers au cours de la finale de la coupe Stanley en 1928 pour emmener l'équipe vers sa première victoire. Il est également capitaine quand les Rangers remportèrent leur deuxième coupe en 1932-1933.
Il est sélectionné dans la première équipe d'étoiles de la LNH les trois premières années de son existence, de 1931 à 1933 ainsi que dans la deuxième équipe l'année suivante. Il finit meilleur pointeur de la LNH à deux reprises : lors de la première saison de la franchise en 1927 et en 1933 pour la seconde Coupe Stanley de l'équipe.
Il met fin à sa carrière dans la LNH en 1937 et joue une saison avec les Barons de Cleveland de l'International American Hockey Ligue, ancêtre de la Ligue américaine de hockey. Lors de cette ultime saison, il est joueur de l'équipe mais également entraîneur et rejoint la ligue la même année que son frère Bun, entraîneur-joueur des Reds de Providence.

### Carrière d'entraîneur
Il remporte la Coupe Calder à l'issue de la saison 1938-1939, puis c'est au tour de son frère de la gagner la saison suivante. Il conduit une nouvelle fois son équipe à la Coupe Calder à l'issue de la saison 1940-1941. En 1943, il quitte l'équipe de la LAH, le poste étant alors repris par Bun Cook, puis devient entraîneur pour des équipes de ligues mineures : les Millers de Minneapolis de l'United States Hockey League pour la saison 1947-1948 puis les Quakers de Saskatoon de la Pacific Coast Hockey League en 1951-1952.
Il est alors contacté par les Rangers pour prendre la suite de Neil Colville au cours de la saison 1951-1952 et il ne peut refuser, son ancien coéquipier et ami, Frank Boucher, faisant appel à lui. Il ne reste que deux saisons à la tête des Rangers avant de quitter définitivement le monde du hockey sur glace.
Il est intronisé au temple de la renommée du hockey en 1952. En 1998, il est classé à la 44e position par The Hockey News dans la liste des 100 plus grands hockeyeurs de l'histoire.

## Statistiques
| Saison     | Équipe                 | Ligue      |     | Saison régulière | Saison régulière | Saison régulière | Saison régulière | Saison régulière |    | Séries éliminatoires | Séries éliminatoires | Séries éliminatoires | Séries éliminatoires | Séries éliminatoires |
| Saison     | Équipe                 | Ligue      | PJ  | B                | A                | Pts              | Pun              | PJ               | B  | A                    | Pts                  | Pun                  |                      |                      |
| 1923–1924  | Crescents de Saskatoon | WCHL       | 30  | 26               | 14               | 40               |                  | -                | -  | -                    | -                    | -                    |                      |                      |
| 1924–1925  | Sheiks de Saskatoon    | WCHL       | 28  | 27               | 6                | 33               |                  | -                | -  | -                    | -                    | -                    |                      |                      |
| 1925–1926  | Sheiks de Saskatoon    | WCHL       | 30  | 31               | 13               | 44               |                  | -                | -  | -                    | -                    | -                    |                      |                      |
| 1926–1927  | Rangers de New York    | LNH        | 44  | 33               | 4                | 37               | 58               | 2                | 1  | 0                    | 1                    | 6                    |                      |                      |
| 1927–1928  | Rangers de New York    | LNH        | 43  | 18               | 6                | 24               | 42               | 9                | 2  | 3                    | 5                    | 26                   |                      |                      |
| 1928–1929  | Rangers de New York    | LNH        | 43  | 15               | 8                | 23               | 41               | 6                | 0  | 0                    | 0                    | 6                    |                      |                      |
| 1929–1930  | Rangers de New York    | LNH        | 44  | 29               | 30               | 59               | 56               | 4                | 0  | 1                    | 1                    | 11                   |                      |                      |
| 1930–1931  | Rangers de New York    | LNH        | 43  | 30               | 12               | 42               | 39               | 4                | 3  | 0                    | 3                    | 4                    |                      |                      |
| 1931–1932  | Rangers de New York    | LNH        | 48  | 34               | 14               | 48               | 33               | 7                | 3  | 3                    | 6                    | 2                    |                      |                      |
| 1932–1933  | Rangers de New York    | LNH        | 48  | 28               | 22               | 50               | 51               | 8                | 3  | 2                    | 5                    | 4                    |                      |                      |
| 1933–1934  | Rangers de New York    | LNH        | 48  | 13               | 13               | 26               | 21               | 2                | 0  | 0                    | 0                    | 2                    |                      |                      |
| 1934–1935  | Rangers de New York    | LNH        | 48  | 21               | 15               | 36               | 23               | 4                | 1  | 2                    | 3                    | 7                    |                      |                      |
| 1935–1936  | Rangers de New York    | LNH        | 44  | 7                | 10               | 17               | 16               | -                | -  | -                    | -                    | -                    |                      |                      |
| 1936–1937  | Rangers de New York    | LNH        | 21  | 1                | 4                | 5                | 6                | -                | -  | -                    | -                    | -                    |                      |                      |
| 1937–1938  | Barons de Cleveland    | IAHL       | 5   | 0                | 0                | 0                | 5                | 1                | 0  | 0                    | 0                    | 0                    |                      |                      |
| Totaux LNH | Totaux LNH             | Totaux LNH | 474 | 229              | 138              | 367              | 386              | 46               | 13 | 11                   | 24                   | 68                   |                      |                      |